# Cyllenia turkestanica
Cyllenia turkestanica är en tvåvingeart som beskrevs av Paramonov 1929. Cyllenia turkestanica ingår i släktet Cyllenia och familjen svävflugor. Inga underarter finns listade i Catalogue of Life.